# Amphipoea albo
Amphipoea albo är en fjärilsart som beskrevs av Heydemann. Amphipoea albo ingår i släktet Amphipoea och familjen nattflyn. Inga underarter finns listade i Catalogue of Life.